# Elipsis (película)
Elipsis es una película del 2006 escrita, producida y dirigida por Eduardo Arias-Nath. Es el primer producto fílmico venezolano producido y distribuido por la 20th Century Fox y su división latinoamericana.
El guion surge de un cortometraje escrito por Arias-Nath llamado "Adiós a Dios", cuyo contenido forma parte del largometraje final. El texto de Elipsis fue originalmente escrito en inglés con el objetivo de producirlo en Estados Unidos, pero posteriormente fue traducido buscando la mayor neutralidad posible, pero incluyendo en algunos momentos ciertas expresiones venezolanas.
La producción ejecutiva corrió a cargo del mismo Eduardo Arias-Nath y del cineasta venezolano Alberto Arvelo. María Eugenia Jacome asumió el puesto de jefe de producción durante la grabación.
Fue estrenada en Hispanoamérica el 29 de septiembre de 2006.
A finales del 2006 "Elipsis" fue la segunda película venezolana más taquillera del año en el país, por debajo de Francisco de Miranda, con una recaudación de Bs. 1.088.150.325 y un total de 146.415 espectadores luego de 8 semanas en cartelera.

## Ficha artística

### Actores principales
Edgar Ramírez (Sebastian Castillo), Erich Wildpret (Galo Vidal), Seu Jorge (Coyote), Marisa Román (Cristina Masa), Angélica Aragón (Natalia Domínguez), Gaby Espino (Leonora Duque), Jean Paul Leroux (Damián Sutton), Rafael Uribe Ochoa (Eugenio Palermo), Álvaro Bayona (Jorge Espinoza), Dimas González (Charlie Kovacs), Christina Dieckmann (Carla Wallis), Basilio Álvarez (Sergio Santos), Ludwig Pineda (Vicente Mateo), Luigi Sciamanna (Doctor), José Longa (Momo).

### Participaciones especiales
Elba Escobar, Prakriti Maduro, Ana María Simon, Erika de la Vega, Eduardo Arias-Nath.

## Argumento
Elipsis es una película de historias paralelas y fragmentadas, unidas por la relación entre el célebre actor Sebastián Castillo (Edgar Ramírez) y el frustrado diseñador de modas Galo Vidal (Erich Wildpret), cuyos papeles se invierten a raíz de las decisiones que toman. La vida de Sebastián es ahora un caos, mientras que la de Galo es un éxito. Sus vidas se encuentran nuevamente cuando Sebastián acude a Galo por su ayuda y ambos se embarcan en un viaje que pondrá su amistad y sus vidas en juego.